# Ґлен і Ренда
«Ґлен і Ренда» (англ. Glen and Randa) — американський постапокаліптичний науково-фантастичний драматичний фільм 1971 року режисера Джима Макбрайда. Сценарій до фільму написали Макбрайд, Лоренцо Манс і Руді Вурлітцер. Макбрайд зняв фільм за 480 000 доларів з маловідомим акторським складом, серед яких Стівен Каррі, Шеллі Плімптон, Вудроу Чамблісс і Ґері Ґудроу.

## Сюжет
Через десятиліття після того, як ядерна війна спустошила Землю і перетворила тих, хто вижив, на сміттярів, молода пара, на ім'я Ґлен і Ренда, які походять зі згуртованого племені в сільській місцевості, вирушає на пошуки залишків світу, що існував до них. Вони нічого не знають про зовнішній світ, окрім того, що Ґлен читав про велике місто і бачив його зображення в старих коміксах. Він з Рендою вирушають на пошуки цього міста.

## Акторський склад
- Стівен Каррі
- Шеллі Плімптон
- Вудроу Чамблісс
- Ґері Ґудроу

## Огляди
Фільм отримав загалом схвальні відгуки. Журнал «Тайм» включив фільм до десятки найкращих фільмів 1971 року і заявив, що «Ґлен і Ренда» є одним з найкращих і найоригінальніших американських фільмів року. Також було сказано: «Неможливо заперечити його особливий кінематографічний талант або безперечну досконалість його відносно невідомих акторів». У газеті «Нью-Йорк таймс» писали: «„Глен і Ранда“ не є ані успішним, ані розважальним фільмом, але він тверезий, і те, про що він розповідає, є високим. Тому я абсолютно спантеличений рейтингом „Х“, який йому присвоїли, вочевидь, через оголеність і любовні сцени. Їх можна вважати непристойними, тільки якщо розслабити уяву цензора».